# Give Me Your Soul...Please
Give Me Your Soul...Please è un album della band heavy metal danese King Diamond uscito nel 2007.

## Tracce
1. The dead - 1:57 (Diamond)
2. Never Ending Hill - 4:37 (La Rocque/Diamond)
3. Is Anybody Here? - 4:13 (Diamond)
4. Black of Night - 4:01 (La Rocque/Diamond)
5. Mirror Mirror - 5:00 (Diamond)
6. The Cellar - 4:31 (La Rocque/Diamond)
7. Pictures in Red - 1:27 (La Rocque/Diamond)
8. Give Me Your Soul - 5:29 (La Rocque/Diamond)
9. The Floating Head - 4:47 (La Rocque/Diamond)
10. Cold as Ice - 4:30 (Diamond)
11. Shapes of Black - 4:22 (Diamond)
12. The Girl in the Bloody Dress - 5:07 (Diamond)
13. Moving on - 4:06 (Diamond)

## Formazione
- King Diamond - voce, tastiere
- Andy LaRocque - chitarra, tastiere
- Mike Wead - chitarra
- Hal Patino - basso
- Matt Thompson - batteria
- Livia Zita - voce addizionale